# Ingibjörg H. Bjarnason
Ingibjörg H. Bjarnason (ur. 14 grudnia 1867 w Þingeyri, Islandia, zm. 30 października 1941 w Reykjavíku) – islandzka polityk, sufrażystka, nauczycielka i gimnastyczka. Pierwsza kobieta wybrana do Parlamentu Islandii Althingu.

## Życiorys
Urodziła się w małej osadzie rybackiej Þingeyri jako jedna z pięciu córek kupca Hakona Bjarnasona i Johanny Kristin Þorleifsdóttir. Jako nastolatka przeprowadziła się do Reykjavíku, gdzie ukończyła Gimnazjum Żeńskie ((isl.) Kvennaskólinn í Reykjavík). Po ukończeniu szkoły w 1882 przeniosła się do Danii, by studiować gimnastykę. Powróciła do ojczyzny w 1893 i uczyła gimnastyki w szkole. W 1903 została nauczycielką w gimnazjum., które ukończyła. W 1906 została dyrektorką gimnazjum i sprawowała tę funkcję aż do swojej śmierci.
W 1894 zaangażowała się w ruchu walczący ooprawo wyborcze dla kobiet. Gdy kobiety uzyskały to prawo na Islandii w 1915, została wybrana przez organizacje kobiece, by wygłosić mowę z tej okazji w Parlamencie. Została również wybrana przewodniczącą komitetu budowy Landspítali (Narodowego Szpitala Uniwersyteckiego), którego budowa miała uczcić polityczne zdobycze kobiet islandzkich. Szpital został uruchomiony w 1930. W 1922 została wybrana do Parlamentu Islandii Althingu jako pierwsza kobieta. Startowała jako kandydatka niezależna, ale w 1924 wstąpiła do Partii Konserwatywnej. W swojej działalności politycznej wspierała prawa kobiet i dzieci, choć sama nigdy nie wyszła za mąż i nie miała własnych dzieci.
Po zakończeniu kariery parlamentarnej w 1930 pozostała aktywna w ruchu kobiecym. W 1930 założyła i została przewodniczącą kobiecej organizacji Kvenfélagasambands Íslands
Członek rady banku Landsbanki w latach 1928-1932. Członek Komisji Edukacji w latach 1928-1934.

## Upamiętnienie
- 8 lipca 2012 – w 90 rocznicę wyboru do Parlamentu odbyło się uroczyste spotkanie z udziałem przedstawicieli władz państwowych[4]
- 2015 – w Reykjaviku przed budynkiem Parlamentu odsłonięto jej pomnik w 100 rocznicę uzyskania prawa do głosowania przez kobiety na Islandii[5].